# Diplotaxis hirsuta
Diplotaxis hirsuta är en skalbaggsart som beskrevs av Patricia Vaurie 1958. Diplotaxis hirsuta ingår i släktet Diplotaxis och familjen Melolonthidae. Inga underarter finns listade i Catalogue of Life.